# Byczyna (województwo kujawsko-pomorskie)
Byczyna – wieś sołecka w Polsce położona w województwie kujawsko-pomorskim, w powiecie radziejowskim, w gminie Dobre.

## Podział administracyjny
Wieś duchowna, własność biskupów włocławskich, położona było w 1785 roku w powiecie radziejowskim województwa brzeskokujawskiego. W latach 1975–1998 miejscowość administracyjnie należała do województwa włocławskiego.

## Demografia
Według Narodowego Spisu Powszechnego (III 2011 r.) liczyła 202 mieszkańców. Jest siódmą co do wielkości miejscowością gminy Dobre.

## Historia wsi
Historia wsi jest znana od 1. połowy XIII wieku. W roku 1262 wymieniona jest w przywileju księcia Kazimierza. Byczyna początkowo należała do dóbr biskupów włocławskich. W roku 1582 był tu folwark kapituły włocławskiej o powierzchni 10 włók i kmieci 14,5 włók. We wsi było 14 gospodarzy, którzy oprócz dziesięciny mieli następujące obciążenia od jednej włóki: czynsz – 2 floreny, serowego (gotówka w zamian za twaróg naturze) 1 grosz, kapłonów po 2, jajek po 20, owsa po 1 korcu i po jednym kogucie. Użytkownicy włók odrabiali też na folwarku pańszczyznę 2 dni na tydzień przez cały rok, a w żniwa po 4 dni (w pracy na folwarku obowiązywały własne narzędzia np. sierp, czy zaprzęg wołów). W roku 1582 byli tu gospodarze o następujących nazwiskach: Marcin Lawiczki, Jan Prussek, Grzegorz Trzessek, Andrzej Koza, Szczepan Bodzanowski, Jan Marek, Błażej Kramp, Paweł Koka, Oleksy Janowski, Oleksy Papiess, Marcin włodarz, Marcin Brussek, Wojciech Recz oraz dwóch ogrodników (służący dworscy). We wsi były cztery karczmy, od których również wpływały podatki. Nazwiska karczmarzy: Błazej Kramp, Jan Marek, Marcin włodarz i Wojciech Recz.
W 1827 r. było tu 27 domów i 204 mieszkańców. Za Maksymilianem Boruckim: – majątek Byczyna jako poduchowna własność sprzedane były w roku 1842 Dominikowi Jaxa-Kwiatkowskiemu za rubli srebrnych 13 752 i 48 kopiejek. W 1880 roku w Byczynie był folwark o powierzchni 465 mórg, a budynki były wszystkie murowane. W 1881 właścicielem folwarku był Antoni Rudnicki. W roku tym (1881) we wsi było też 16 mórg włościańskich.
Dnia 19 lutego 1863 do Byczyny zdołała dotrzeć partia Mielęckiego (około 350 powstańców) idąca na odsiecz oddziałowi Ludwikowi Mierosławskiemu stacjonującemu w Krzywosądzy. Praktycznie było już po bitwie pod Krzywosądzą i Mielęcki wycofał się do Płowiec.
W roku 1928 w Byczynie funkcjonowała Kasa Spółdzielcza. Do II wojny światowej Byczyna znajdowała się na terenie gminy Sędzin. W czasie wojny Niemcy wysiedlili część mieszkańców wsi, w tym wszystkich z Byczyny-Kolonii. Podczas okupacji Niemcy uszkodzili pomnik Bartosza Głowackiego. Pomnik został odrestaurowany w roku 1964, staraniem Kółka Rolniczego z Byczyny-Kolonii, przez Karola Stolarskiego z Włocławka. We wsi były dwa wiatraki (koźlak i paltrak) drewniane użytkowane jeszcze po II wojnie światowej (stan zachowania wiatraków w roku 2007: po jednym pozostały fundamenty, a drugi – pozostałość drewnianej konstrukcji grozi zawaleniem). W roku 1929 właścicielami wiatraków byli K. Rataj i J. Stępiński. Byczyna została zelektryfikowana w 2. połowie XX wieku.

## Parafia Byczyna
Parafia św. Jadwigi Śląskiej w Byczynie należy do dekanatu radziejowskiego. Do parafii Byczyna należą wsie: Bodzanowo, Bodzanowo Drugie, Byczyna-Kolonia, Pilichowo, Szczeblotowo, Ułomie, Nagórki, Kwilno, Kłonówek, Kłonowo, Piołunowo, Tarnówka.

### Kościół
Kościół w Byczynie wzmiankowany był już w roku 1326. W średniowieczu przy kościele parafialnym funkcjonował szpital – przytułek dla starców i osób chorych. Kościół parafialny (drewniany) pierwotnie pw. św. Aleksego i św. Jadwigi po pożarze odbudowany został w 1684 roku. Nowy kościół drewniany wybudowano w 1780 r., a murowany w stylu neogotyckim pw. św. Jadwigi i NM Panny wybudowano w latach 1880–1882. Kościół wybudowany został staraniem proboszcza ks. Emiliana Dąbskiego. Kościół ten poświęcił w roku 1882 biskup kujawski Wincenty Popiel, gdy proboszczem był ks. Leon Michalski. Parafia w tym czasie liczyła 2100 wiernych. W kościele znajdują się trzy ołtarze, a w oknach kolorowe witraże. Wnętrze kościoła jest malowane. Na sklepieniu prezbiterium przedstawiona jest alegoria zmartwychwstania Korony Królestwa Polskiego.
Okupanci niemieccy w roku 1940 aresztowali proboszcza ks. Wincentego Wrzalińskiego – który zmarł później w obozie w Dachau. W dniu aresztowania proboszcza, zatrzymano także mieszkańców Byczyny-Kolonii. Kościół zamknięty został dla wiernych.

### Cmentarz
Przy wsi znajduje się Choleryczny Lasek – miejsce pochówku osób zmarłych na cholerę. W lasku tym do połowy XX wieku stał krzyż choleryczny. Zmarłych na tę chorobę nie chowano na cmentarzu parafialnym, który znajdował się wówczas wokół kościoła.
Na cmentarzu w Byczynie pochowany jest Franciszek Beciński (1897–1975) – poeta, piewca Kujaw oraz Bartłomiej Nowak (1823–1890) – chłopski przywódca powstania styczniowego na Kujawach. Wcześniejszy obelisk z czerwonej cegły na jego grobie zastąpiony został nagrobkiem z lastryko. Na pionowo stojącej prostokątnej tablicy znajduje się napis: Pułkownik Bartłomiej Nowak chłopski przywódca powstania styczniowego na Kujawach UR. 23.VIII. 1823 r. w Jaksicach k. Inowrocławia, ZM. 20.I. 1920 r. „BOHATER”. (Wykonawca napisu na tablicy przedłużył życie płk. Nowaka dokładnie o lat 30).
Zachował się grobowiec Eugenii Pogonowskiej ze Szczeblotowa, wdowy zmarłej w roku 1915. Grobowce ziemian ze względu na naturalne zniszczenia, bez konserwacji uległy zagładzie w 2. połowie XX wieku. W grobowcu rodziny Banaszkiewiczów i Ratajów spoczywa Katarzyna (1877–1957) z Głowackich, córka Józefa z Anusina, posła do Dumy w Petersburgu.

## Oświata i kultura
Szkoła elementarna w Byczynie wymieniana jest w opisie powiatu nieszawskiego w roku 1864, a nowy budynek szkolny powstał w roku 1891. Szkoła Podstawowa w Byczynie była rozbudowywana w latach 1947 i 1967. W okresie międzywojennym w Byczynie funkcjonowała szkoła trzyklasowa. Po ukończeniu tej szkoły dzieci mogły kontynuować dalszą edukację w szkole siedmioklasowej w Dobrem. Jednak dalsza nauka była nieobowiązkowa. W czasie II wojny światowej szkoła dla Polaków została zamknięta. W roku 1945 powstała Szkoła Podstawowa w Byczynie. Po reformie oświaty w roku 1999 pozostała tu szkoła sześcioletnia, a dzieci dowożone są do Gimnazjum w Dobrem.
W pierwszych latach XX wieku żył tu nauczyciel o nazwisku Jagiełło, którego w roku 1906 przeniesiono do pracy w Bądkowie. (Jagiełło zakochał się z wzajemnością w pewnej ziemiance, aby uniknąć mezaliansu ojciec panny załatwił przeniesienie nauczyciela w dalszą okolicę). Na początku lat 20. ceniony był nauczyciel o nazwisku Przybysz. W Byczynie wieloletnią nauczycielką była Anna Banaszkiewicz (mieszkanka Byczyny Kolonii), pracowała tu przed rokiem 1939 i od roku 1945.
Życie kulturalne Byczyny i okolic ze względu na małe pomieszczenia szkoły koncentrowało się w domu parafialnym. Działał tam amatorski teatr. Atrakcją dla mieszkańców całej parafii był występ tego zespołu w Helu, który transmitowany był przez Polskie Radio. Z radioodbiorników (na baterie) mieszkańcy słuchali znajomego głosu Franciszka Becińskiego z Pilichowa, który recytował swoje wiersze oraz solistki Stefanii Rataj, która śpiewała Polesia czar. Teatr ludowy w Byczynie wystawiał m.in.: Betlejem polskie (Rydla), Gwiazda Syberii (Starzeńskiego), Kościuszko pod Racławicami i inne przedstawienia.